# Georg P. Salzmann

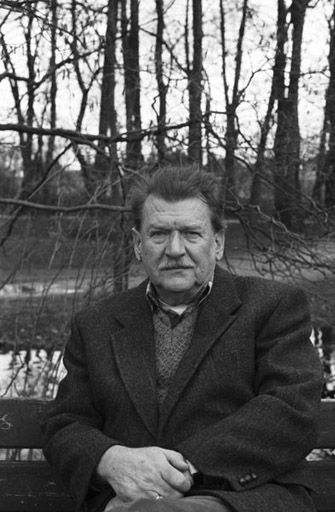
Georg P. Salzmann (1994)

Georg P. Salzmann (* 17. Januar 1929 als Georg Paul Salzmann in Waltershausen; † 9. November 2013 in Gräfelfing) war ein deutscher Büchersammler. Er baute die Bibliothek der verbrannten Bücher auf. Hierbei handelte es sich um die größte Privatbibliothek für Werke (insbesondere Erstausgaben) jener Schriftsteller, die in der Zeit des Nationalsozialismus als verfemt galten. Verbrannt bezieht sich dabei auf die Verbrennung solcher Bücher in Deutschland 1933.

## Leben
Salzmann wurde 1929 als Sohn einer Fabrikantenfamilie aus Thüringen geboren. Sein Vater und sein Großvater waren Anhänger des Nationalsozialismus. Salzmann war Mitglied der Hitlerjugend und wurde als Soldat im Zweiten Weltkrieg verwundet. Ein Soldat der US-amerikanischen Streitkräfte zeigte ihm das im April 1945 befreite Konzentrationslager Buchenwald. Daraufhin legte Salzmann seine nationalsozialistische Gesinnung ab. Sein Vater erschoss sich im Mai 1945, da er sich mitschuldig am Aufstieg der Nationalsozialisten fühlte. Später arbeitete Salzmann bis zu seinem Renteneintritt 1994 als Finanzkaufmann im Wohnungsbau. 2007 wurde er mit der Karl-Preusker-Medaille ausgezeichnet. Er war verheiratet. Salzmann starb 2013 im Ortsteil Lochham der Gemeinde Gräfelfing.

## Privatbibliothek
Eher zufällig begann sich Salzmann für die Werke der von den Nationalsozialisten verfemten Schriftsteller zu interessieren. Seit 1976 kaufte er ihre Werke in Erst- und Originalausgaben antiquarisch. 1989 bezog Familie Salzmann ein Wohnhaus in Gräfelfing, wo die Sammlung fortan im Keller Platz fand und beträchtlich anwuchs. Salzmann verfolgte dabei das Ziel, möglichst umfassend die Werke dieser verfemten Schriftsteller wie beispielsweise Gina Kaus, Heinrich Mann, Erich Kästner, Joseph Roth, Stefan Zweig oder Carl Zuckmayer zusammenzutragen. Im Jahr 2008 umfasste seine Bibliothek etwa 12.500 Bände, wobei die Werke von rund 80 Autoren fast vollständig vorhanden waren. Ein Gutachten der Bayerischen Staatsbibliothek bezeichnete Salzmanns Bibliothek als einzigartige Sammlung.
Salzmann versuchte über längere Zeit, seine Bibliothek an den Staat zu verkaufen, um sie als Präsenzbibliothek der Öffentlichkeit zugänglich zu machen. 2009 übernahm die Universitätsbibliothek Augsburg schließlich etwa 11.000 Bände aus Salzmanns Sammlung. Einen weiteren Teil seiner Privatbibliothek machte Salzmanns Tochter 2015 im brandenburgischen Ort Himmelpfort als Leihbibliothek der Öffentlichkeit zugänglich.

## Erstausgaben im Archivraum
Salzmann verwahrte seine Sammlung im Keller seines Hauses in Gräfelfing. Dies hatte einen praktischen Grund: Die Bücher waren in ihrer Summe zu schwer. Er befürchtete, dass die oberen Stockwerke seines Hauses die über 14.000 Bücher nicht tragen würden.

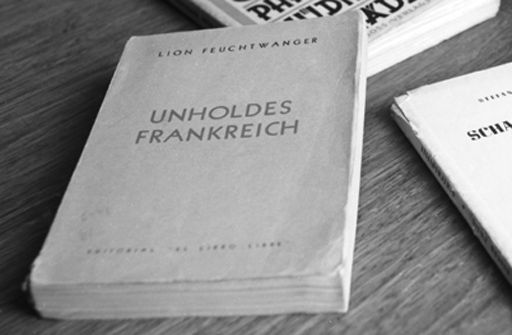
Die Erstausgabe des Romans Unholdes Frankreich
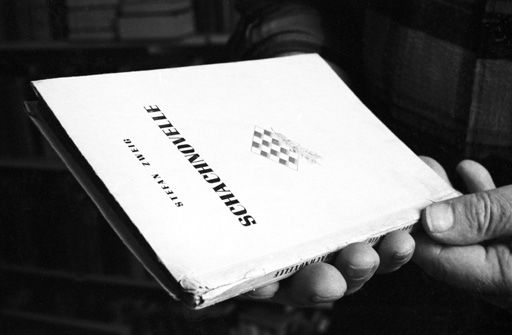
Die Erstausgabe der Schachnovelle
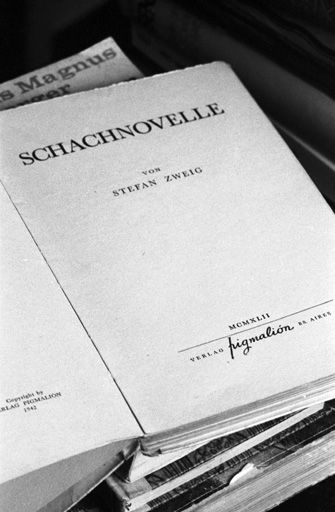
Die aufgeschlagene Erstausgabe der Schachnovelle
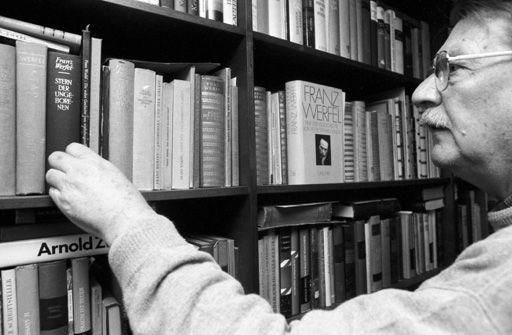
Georg P. Salzmann am Bücherregal